# Аспен-Гілл (Меріленд)
Аспен-Гілл (англ. Aspen Hill) — переписна місцевість (CDP) в США, в окрузі Монтгомері штату Меріленд. Населення — 51 063 особи (2020).

## Географія
Аспен-Гілл розташований за координатами 39°5′37″ пн. ш. 77°4′55″ зх. д. / 39.09361° пн. ш. 77.08194° зх. д. (39.093635, -77.081985).  За даними Бюро перепису населення США в 2010 році переписна місцевість мала площу 25,12 км², з яких 24,91 км² — суходіл та 0,21 км² — водойми.

## Демографія
Згідно з переписом 2010 року, у переписній місцевості мешкало 48 759 осіб у 16 697 домогосподарствах у складі 11 959 родин. Густота населення становила 1941 особа/км².  Було 17339 помешкань (690/км²).
Расовий склад населення:
| - 50,6 % — білих - 21,7 % — чорних або афроамериканців - 10,9 % — азіатів - 0,6 % — корінних американців - 11,5 % — осіб інших рас |

До двох чи більше рас належало 4,6 %. Частка іспаномовних становила 27,9 % від усіх жителів.
За віковим діапазоном населення розподілялося таким чином: 24,3 % — особи молодші 18 років, 62,8 % — особи у віці 18—64 років, 12,9 % — особи у віці 65 років та старші. Медіана віку мешканця становила 37,2 року. На 100 осіб жіночої статі у переписній місцевості припадало 92,3 чоловіків;  на 100 жінок у віці від 18 років та старших — 88,2 чоловіків також старших 18 років.
Середній дохід на одне домашнє господарство  становив 104 691 долар США (медіана — 83 115), а середній дохід на одну сім'ю — 114 375 доларів (медіана — 90 573). Медіана доходів становила 50 067 доларів для чоловіків та 48 960 доларів для жінок. За межею бідності перебувало 9,5 % осіб, у тому числі 14,3 % дітей у віці до 18 років та 6,1 % осіб у віці 65 років та старших.
Цивільне працевлаштоване населення становило 28 049 осіб. Основні галузі зайнятості: освіта, охорона здоров'я та соціальна допомога — 22,2 %, науковці, спеціалісти, менеджери — 16,7 %, мистецтво, розваги та відпочинок — 10,6 %, будівництво — 10,1 %.